# OLG Rymenzburg

Logo der OLG Rymenzburg

Die OL Gruppe Rymenzburg ist ein Schweizer Orientierungslaufverein mit Sitz in Reinach (Aargau).
Die OLG Rymenzburg wurde 1977 gegründet und hat knapp 150 Mitglieder. Zum Einzugsgebiet gehören das Michelsamt, das obere Wynental und das Seetal (Region aargauSüd). Der Verein organisiert Ferienkurse, Lager, Karten- und Konditionstrainings. Mitglieder der OL-Gruppe nehmen regelmässig an nationalen und internationalen Wettkämpfen teil. Der Verein tritt auch als Organisator solcher Läufe auf. Das Aufnehmen und Aktualisieren von OL-Karten gehören ebenfalls zu den Aufgaben der OLG Rymenzburg.
Matthias Merz aus Beinwil am See ist momentan der erfolgreichste Rymenzburger. In der Sparte Mountainbike-Orienteering ist das Vereinsmitglied Ursina Jäggi weltklasse.

## Erfolge
1996 gewann die OLG Rymenzburg die Schweizer OL-Fünferstaffel, den bedeutendsten Vereinswettkampf in der Schweiz.